# The Real Slim Shady
«The Real Slim Shady» — сингл с третьего студийного альбома Эминема The Marshall Mathers LP, выпущенный 16 мая 2000 года. Сингл дебютировал на четвёртой строчке в чарте Billboard Hot 100. Считается, что песня высмеивает Бритни Спирс и других звёзд американской поп-эстрады.
Британский журнал New Musical Express включил данную композицию в свой список «500 величайших песен всех времён», разместив её на 396-й позиции.

## Музыкальное видео
Особенностью музыкального клипа является исполнение Эминемом песни в психиатрической клинике, в окрестностях Детройта, в магазинах, в которых продают фаст-фуд, на «Грэмми», и даже на заводе, где производятся «клоны» рэпера.
В видео в качестве камео появились Dr. Dre, D12, Фред Дёрст, двойники Кид Рока, Дэйли Карсон, Кэти Гриффин, Памелы Андерсон, Томми Ли, Бритни Спирс и другие.

## Издания
На CD
| №  | Название               | Автор(ы)                                           | Продюсер(ы)                            | Длительность |
| -- | ---------------------- | -------------------------------------------------- | -------------------------------------- | ------------ |
| 1. | «The Real Slim Shady»  | Andre R. Young, M. Mathers, M. Elizondo. T. Coster | ZAZA ALI., Mike Elizondo, Dr. Dre (co) | 4:45         |
| 2. | «Bad Influence»        | M. Mathers, J. Bass, M. Bass                       | Eminem, Bass Brothers                  | 3:40         |
| 3. | «My Fault» (pizza mix) | M. Mathers, J. Bass, M. Bass                       | Eminem, Bass Brothers                  | 3:36         |

На кассетах
| №  | Название              | Длительность |
| -- | --------------------- | ------------ |
| 1. | «The Real Slim Shady» | 4:44         |
| 2. | «My Fault»            | 3:59         |

## Сертификации
| Страна         | Сертификация | Год  | Продажи |
| -------------- | ------------ | ---- | ------- |
| Австрия        | Золото       | 2000 | 15,000  |
| Бельгия        | Платина      | 2000 | 40,000  |
| Франция        | Золото       | 2001 | 150,000 |
| Германия       | Золото       | 2000 | 150,000 |
| Швеция         | Платина      | 2000 | 20,000  |
| Швейцария      | Золото       | 2000 | 40,000  |
| Великобритания | Платина      | 2001 | 600,000 |